# Pardosa cinerascens
Pardosa cinerascens là một loài nhện trong họ Lycosidae.
Loài này thuộc chi Pardosa. Pardosa cinerascens được Carl Friedrich Roewer miêu tả năm 1951.